# سيفو بن حمد

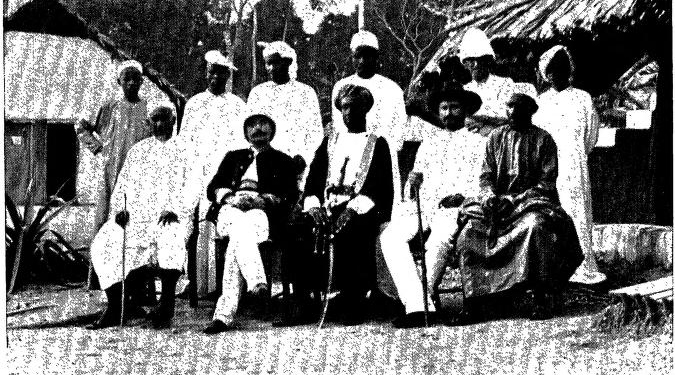
سيفو بن حمد (وسط) مع اثنين من مسؤولي دولة الكونغو الحرة من القوة العامة، الملازم جوزيف ليبينز والرقيب هنري دي بروين، في شلالات بويوما، ج. 1891

كان سيفو بن حمد (؟ - 20 أكتوبر 1893) تاجر رقيق عربي زنجباري وموظف إداري. وهو نجل تيبوتيب، قُتل أثناء القتال في الحرب الكونغية العربية.

## حاكم منطقة ستانلي فولز
في أوائل عام 1887، وصل هنري مورتون ستانلي إلى زنجبار واقترح تعيين تيبوتيب حاكماً لمنطقة ستانلي فولز في دولة الكونغو الحرة. وافق كل من ليوبولد الثاني وبرغش بن سعيد، وفي 24 فبراير 1887، وافق تيبوتيب. في حوالي عام 1890/91، عاد تيبوتيب إلى زنجبار حيث تقاعد. مثل سيفو بن حميد والده في منطقة كاسونغو بشرق الكونغو وواصل الحرب بدلاً منه.

## المشاركة في حرب الكونغولية العربية
خلال مارس وأبريل 1892، هاجم سيفو بشكل متكرر أفراد دولة الكونغو الحرة في شرق الكونغو، بما في ذلك تجار العاج الذين انتهى بهم الأمر إلى اندلاع حرب الكونغولية العربية · .
في التاسع عشر من سبتمبر 1892، بعد تعرضه لهزيمة مبكرة، خان كونغو لوتيتي سيفو بن حمد وانشق عنه إلى القوة العامة Force Publique. رداً على ذلك، وضع سيفو المقيم في كاسونغو، الملازم جوزيف ليبينز، ومساعده الرقيب هنري دي بروين، قيد الإقامة الجبرية. وحث سيفو على إعادة التفاوض على حدود أراضيه وطالب فرانسيس دانيس بتسليمه كونغو لوتيتي من خلال تبادل الأسرى. أرسل دي بروين إلى فرانسيس دانيس في 15 نوفمبر لإبلاغه بمطالب سيفو. رفض دانيس هذه المطالب وعاد دي بروين إلى كاسونغو. وقد اعتبر سيفو بن حمد هذا الرفض عملاً من أعمال الحرب.
عبر سيفو نهر لومامي مع 10000 رجل - حوالي 500 ضابط زنجباري والبقية من الكونغوليين- وأقام حصنين على نهر لومامي، حيث هوجم من قبل القوة العامة وأجبر في النهاية على التراجع. رداً على ذلك، قُتل ليبينز ودي بروين في كاسونغو، في 1 ديسمبر 1892. بعد الاستيلاء على كاسونغو في 22 أبريل 1893، اكتشفت القوة العامة قبور ليبينز ودي بروين، وعثروا أيضًا على يوميات أمين باشا، والتي تشير إلى أنه قُتل في 23 أكتوبر 1892.
وقعت آخر معركة كبرى في الحرب في 20 أكتوبر 1893، على نهر لواما، غرب بحيرة تنجانيقا. لقد كان مأزقًا تَعبَوِيّاً، ولكن في النهاية هُزم سيفو وقتل في المعركة.

## ثبت المراجع
- Edgerton، Robert B. (2002). The Troubled Heart of Africa: A History of the Congo. New York: St. Martin's Press. ISBN:0-312-30486-2.
- American Annual Cyclopedia and Register of Important Events, Volume 33. 1894. مؤرشف من الأصل في 2022-12-28.
- Hinde، Sidney Langford (1897). The Fall of the Congo Arabs.